# V (журнал)
V (англ. V magazine) — американский модный журнал, который издается с 1999 года. Журнал освещает тенденции в области моды, кино, музыки и искусства. 

## История
Журнал был запущен в сентябре 1999 года. V выпускает четыре раза в год, осенью, зимой, летом и весной. По состоянию на 2010 год аудитория журнала составляет 315 000 человек.
V был отмечен за его изобретательный и прогрессивный стиль, а также за его репортажи о деятелях культуры и молодежной культуре. Среди прошлых авторов были Инес Ван Ламсвирде и Винуд Матадин, Эди Слиман, Марио Тестино, Марио Соррентти и Карл Лагерфельд. Среди участников интервью были Джоан Дидион, Салман Рушди, Роберт Олтмен, Брук Шилдс и Норман Мейлер. Иконы моды, кино, музыки и искусства, которые в разное время украшали обложку, включают Мадонну, Кэти Перри, Мэрайю Кэри, Рианну, Наоми Кэмпбелл, Грейс Джонс, Брэда Питта, Бритни Спирс, Дэвида Боуи и Леди Гагу.
В 2005 году 7L и Steidl опубликовали книгу V Best: Five Years of V Magazine, рассказывающую о первых пяти годах издания. Сюда входят модные статьи, фотографии, интервью и многое другое за первые пять лет существования журнала.
В 2016 году Леди Гага была приглашена в качестве редактора для V для его 99-го выпуска.
В марте 2016 года стало известно, что Бритни Спирс была выбрана героиней обложки 100-го выпуска журнала. Фотографом выступил Марио Тестино.

## Критика
В январском номере журнала V за 2010 год под названием The Size Issue было представлено множество моделей plus size. Издание напечатало две разные обложки, на одной из которых была изображена актриса, Габури Сидибе, а на другой — актриса Дакота Фаннинг. Критик этого номера утверждает, что намерения журнала состояли в том, чтобы сопоставить большое и малое, в соревновании друг с другом. Однако другие приняли смелый подход журнала и высоко оценили его усилия по модернизации стандарта красоты.